# Jorge Vilar
Jorge Antonio Vilar Castex, conocido como Toti (Buenos Aires, 27 de junio de 1931-15 de febrero de 2014), fue un regatista argentino.
Comenzó a navegar en el Club Náutico San Isidro con su hermano Carlos, con quien alternó el puesto de timonel y tripulante durante toda su trayectoria deportiva. Ganó el campeonato de Argentina de la clase Snipe en 1948, 1948, 1949, 1950, 1951, 1952 y 1957, y en 1948 el campeonato del mundo en Palma de Mallorca como tripulante de su hermano. En 1949, ya como patrón, pero también formando equipo con su hermano, fue subcampeón en Larchmont, y en 1951 ganó su segundo campeonato mundial y primero como patrón, en La Habana.

## Juegos Panamericanos
En los Juegos Panamericanos de 1951 ganó la medalla de oro, también en la clase Snipe, como tripulante de su hermano Carlos.